# Immeuble du 40 rue du Jeudi à Alençon
L'Immeuble du 40 rue du Jeudi  est un édifice situé à Alençon, en France. Il date du XVIIIe siècle et est inscrit au titre des monuments historiques.

## Localisation
Le monument est situé dans le département français de l'Orne, à Alençon, au numéro 40 rue du Jeudi à Alençon.

## Historique
L'édifice est daté du XVIIIe siècle.
La façade sur rue et la toiture correspondante de l'immeuble sont inscrites au titre des monuments historiques depuis le 18 juillet 1975.